# فلم إباحي

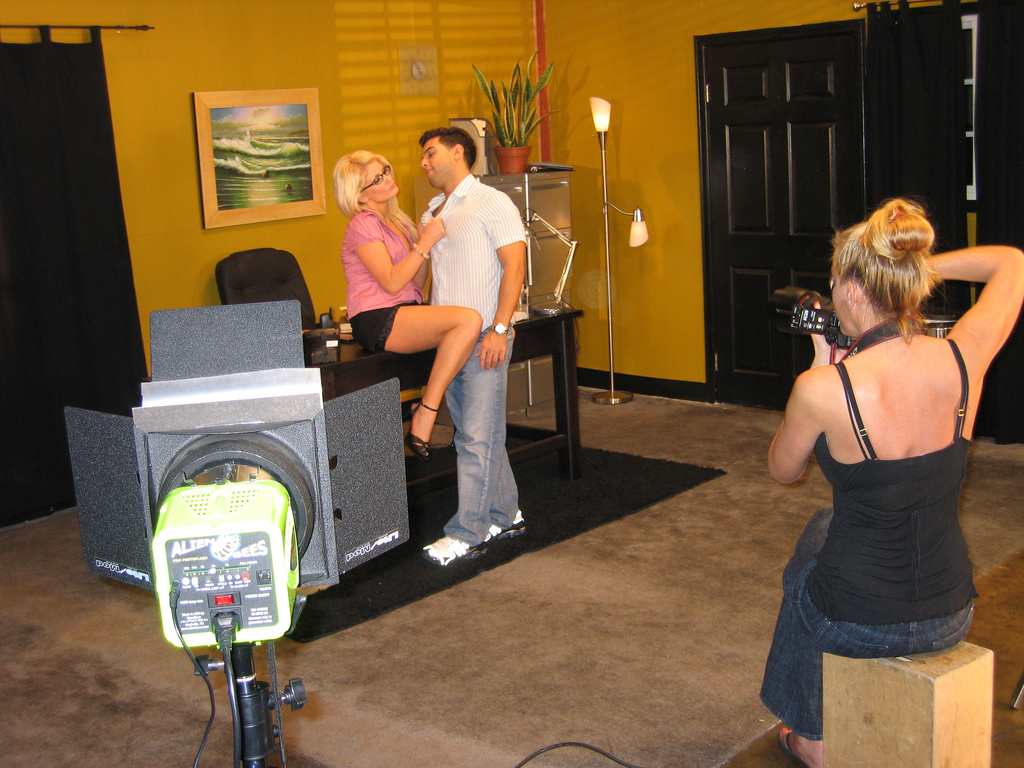
خلال تصوير فلم إباحي.

الفلم الإباحي هو فلم منتج بغرض تقديم إثارة جنسية للمشاهد، وغالبًا ما يتضمن تصويرًا لنشاط جنسي. الأفلام الإباحية في الوقت الحالي تنشر عبر شبكات التواصل الاجتماعي وكانت سابقاً تباع أو تؤجر على أقراص دي في دي، كما قد تقدم عبر القنوات الفضائية، أو قنوات الكيبل، أو في سينمات البالغين.
ظهرت الأفلام الإباحية منذ اختراع التصوير المتحرك في ثمانينات القرن التاسع عشر، وتشترك الأفلام الإباحية في الكثير من السمات مع المواد الإباحية والشبقية الأخرى مثل المجلات الإباحية، والصور الإباحية.
ومنذ ظهورها وحتى أوائل السبعينيات من القرن العشرين كان تداول الأفلام الإباحية يجري في الخفاء، حيث كانت شبه مجرمة قانونًا في معظم دول العالم. لكن منذ السبعينيات بدأت تحمل صفة شبه شرعية وأصبح تداولها واسعًا في الولايات المتحدة ومعظم دول أوروبا واليابان. ومنذ بداية الثمانينيات بدأ توزيع أشرطة الفيديو الإباحية توزيعًا واسعًا واكتسبت وضعًا قانونيًا لا يمكن معه ملاحقتها إذا التزمت بشروط معينة. كما ساهم ظهور شبكة الإنترنت في أواخر التسعينيات وبداية القرن الحادي والعشرين في انتشار الأفلام الإباحية بصورة كبيرة جدًا.

## التصنيف
عادةً ما تصنف الأفلام الإباحية بلطيفة (بالإنجليزية: Softcore pornography) أو فاضحة (بالإنجليزية: Hardcore pornography). بالعموم، تعد المواد الإباحية اللطيفة إباحية لا تصور نشاطًا جنسيًا صريحًا أو إيلاجًا جنسيًا أو دكاكيرية شديدة. فهي تحتوي عمومًا على عُري أو عُري جزئي في المواقف المثيرة للجنس. أما المواد الإباحية الفاضحة فهي مواد إباحية تصور الإيلاج أو أعمال الفتن المتطرفة أو كليهما.
تصنف الأفلام الإباحية عامةً إلى أنواع فرعية تصف الخيال الجنسي الذي يحاول الفلم والجهات الفاعلة خلقه. يمكن تصنيف الأنواع الفرعية أيضًا في خصائص فناني الأداء أو نوع النشاط الجنسي الذي يركز عليه وليس بالضرورة في السوق الذي يناشده كل نوع فرعي. تتوافق الأنواع الفرعية عادة مع اتفاقيات معينة.

## صناعة الأفلام الإباحية

خريطة الحالة القانونية للمواد الإباحية للأفراد البالغين حول العالم:
الإباحية قانونية
الإباحية قانونية لكن مع بعض القيود
الإباحية غير قانونية
لا تتوفر معلومات

### الاقتصاد
وبحسب تقرير لوكالة رويترز نشر في 2004 فإن صناعة الإباحية يبلغ حجمها عدة مليارات من الدولارات، وتنتج حوالي 11,000 فلم إباحي سنويًا على أقراص دي في دي.
وتهيمن الولايات المتحدة على صناعة الأفلام الإباحية في العالم، حيث تشكل منطقة وادي سان فرناندو في لوس أنجلوس بولاية كاليفورنيا قلب هذه الصناعة.

### الحالة القانونية
في بلدان كثيرة لا توجد قوانين تمنع توزيع وإنتاج المواد الإباحية، لكن ذلك يشمل بعض التحفظات، مثل عدم استخدام ممثلين أو عاملين أقل من 18 سنة في الإنتاج، وعدم الدعاية للمواد في وسائل الإعلام العامة أو تلك التي يحتمل أن يطلع عليها غير البالغين. أيضًا في تلك الدول لا تسمح القوانين لغير البالغين بتدوال هذه المواد ومشاهدتها. على الجانب الآخر المواد الإباحية تمنع تمامًا في بعض البلدان، على وجه الخصوص في العالم الإسلامي، والصين. على الرغم من ذلك يمكن الوصول إلى تلك المواد عبر شبكة الإنترنت في معظم تلك البلدان.

## الممثل الإباحي
الممثل الإباحي (بالإنجليزية: Porn star) هو الشخص الذي يظهر في الأفلام الإباحية، أو الصور الإباحية، أو عروض الجنس الحية، أو ما شابه. العديد من هؤلاء الممثلين قد يظهرون عراة في الأفلام (التي عادة ما تصنف تحت التصنيف الجنسي الإباحي).
بعض قوانين الدول تُعد الإباحة التجارية هي نوع من الدعارة، ولكن العديد من ممثلي الأفلام الجنسية الإباحية التجارية لا يعدّون أنفسهم كذلك لعدة أسباب، مثلاً هم لا يتقاضون أجرًا من ممارسي الجنس معهم، وأيضًا يقومون باختيار الممارس معهم بنفسهم، وبعض منهم أيضًا لا يأخذون أي حصة تجارية بل يقومون بالتمثيل من أجل الدعاية أو الشهرة، خاصة إن كان لهم أعمال أخرى، أو قد لا يمارسون الجنس في الأفلام. هذه الشروط عادة تفصل بين ممارسي الدعارة الذين يتقاضون أجرًا مقابل الجنس من الممارس، ولا يريدون أن يعرف بهم المجتمع العام.